# Konstantin von Notz

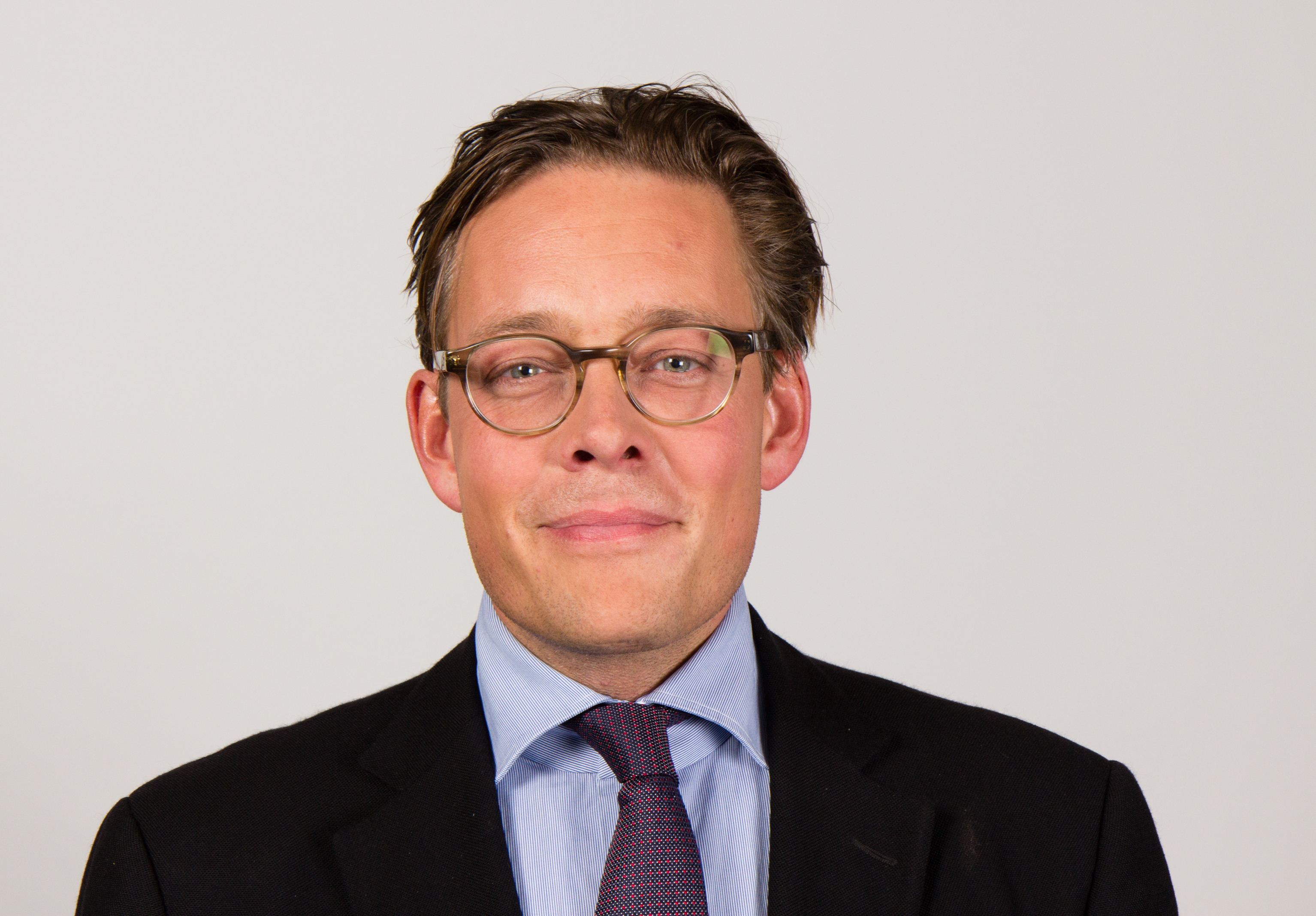
Konstantin von Notz (2014)

Konstantin von Notz (* 21. Januar 1971 in Mölln) ist ein deutscher Jurist und Politiker (Bündnis 90/Die Grünen). Er ist seit 2009 Mitglied des Deutschen Bundestags, stellvertretender Fraktionsvorsitzender und war ab dem 24. März 2022 Vorsitzender des Parlamentarischen Kontrollgremiums zur Kontrolle der Nachrichtendienste des Bundes.

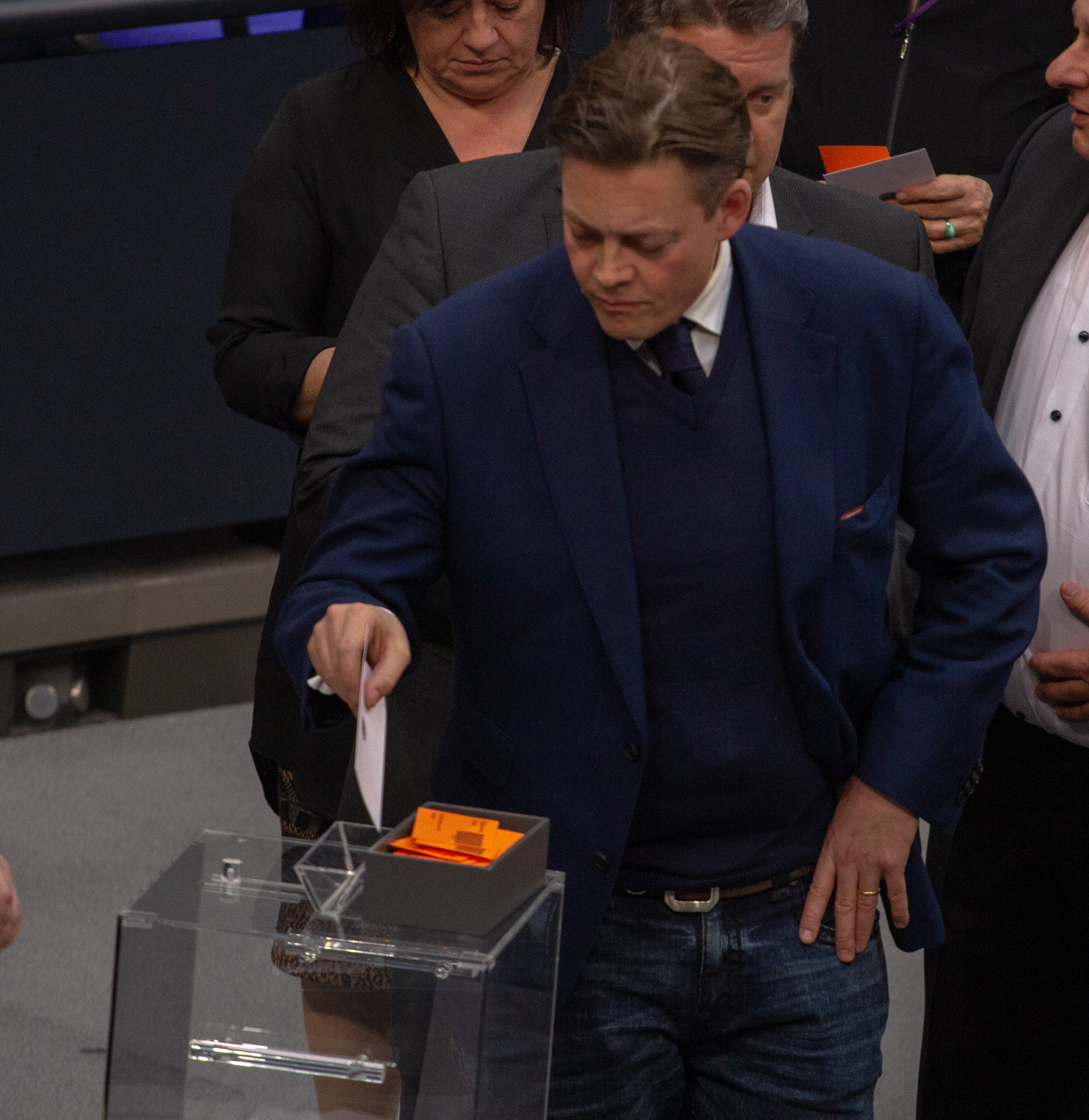
Konstantin von Notz, 2019 im Deutschen Bundestag

## Biografie

### Familie, Zivildienst, Studium
Konstantin von Notz, ein Sohn des Kulturpolitikers Friedhelm von Notz und Urenkel des Offiziers Ferdinand von Notz, wuchs in Frankfurt am Main auf, wo er 1981 bis 1991 die Freiherr-vom-Stein-Schule besuchte und dort 1991 sein Abitur ablegte. Von 1991 bis 1992 leistete er seinen Zivildienst in der Bahnhofsmission am Frankfurter Hauptbahnhof ab.
Er studierte 1993 bis 1998 Rechtswissenschaft an der Ruprecht-Karls-Universität Heidelberg und absolvierte dort 1998 das erste Staatsexamen. 2001 bis 2004 war er Rechtsreferendar am Landgericht Lübeck. 2004 legte er das zweite Staatsexamen ab. 2002 wurde er in Heidelberg mit einer Dissertation über Lebensführungspflichten im evangelischen Kirchenrecht zum Dr. jur. promoviert. Seit 2004 ist er Rechtsanwalt in Mölln.

### Politische Laufbahn
Von Notz ist seit 2009 gewähltes Mitglied des Deutschen Bundestages.
In der 17. Wahlperiode (2009 bis 2013, Kabinett Merkel II) war er als innen- und netzpolitischer Sprecher der grünen Bundestagsfraktion Mitglied des Bundestags-Innenausschusses und gehörte als Obmann der Bundestagsfraktion von Bündnis 90/Die Grünen der Enquete-Kommission Internet und digitale Gesellschaft an. Er war stellvertretendes Mitglied im Rechtsausschuss und im Unterausschuss Neue Medien und vertrat die grüne Fraktion im Gremium nach § 23c Absatz 8 Zollfahndungsdienstgesetz sowie in der IuK-Kommission, einer Unterkommission des Ältestenrates des Deutschen Bundestages, die sich mit Fragen der IT-Ausstattung von Parlament und Abgeordneten beschäftigt.
In der 18. Wahlperiode (Kabinett Merkel III) wurde von Notz zum stellvertretenden Vorsitzenden der grünen Bundestagsfraktion und Sprecher für Netzpolitik gewählt. Als Koordinator des Arbeitskreises III koordinierte er die Innen-, Rechts-, Justiz, Flüchtlings-, Verbraucherschutz sowie die Religions-, Sport und Netzpolitik der Fraktion. Er war erneut ordentliches Mitglied im Bundestagsinnenausschuss sowie Obmann im NSA-Untersuchungsausschuss sowie im Ausschuss Digitale Agenda. Er war auch stellvertretendes Mitglied im Ausschuss für Recht und Verbraucherschutz sowie im Wahlausschuss.
In der 19. Wahlperiode (Kabinett Merkel IV) wurde Konstantin von Notz erneut zum stellvertretenden Fraktionsvorsitzenden gewählt. Zudem ist Konstantin von Notz Beauftragter für Religion und Weltanschauungen seiner Fraktion. Er ist ordentliches Mitglied des Innenausschusses. Von 2018 bis 2022 war er stellvertretender Vorsitzender des Parlamentarischen Kontrollgremiums zur Kontrolle der Nachrichtendienste des Bundes. Ab dem 24. März 2022 war er dessen Vorsitzender. Außerdem war er stellvertretendes Mitglied im Parlamentarischen 1. Untersuchungsausschuss der 19. Wahlperiode des deutschen Bundestages zum Berliner Breitscheidplatz/Amri und dem Wahlausschuss. Er ist Mitglied im Gemeinsamen Ausschuss von Bundesrat und Deutschem Bundestag nach Artikel 53a GG. Zudem vertrat er in der 19. Wahlperiode die Fraktion Bündnis 90/Die Grünen in der „IuK-Kommission“, einer Unterkommission des Ältestenrats, die unter anderem für die IT-Ausstattung der Abgeordnetenbüros zuständig ist.
Nach der Bundestagswahl 2021 schlossen SPD, Grüne und FDP eine Koalition (Kabinett Scholz).
In der 20. Wahlperiode (Seit Ende 2021) wurde von Notz erneut zum stellvertretenden Fraktionsvorsitzenden gewählt. Ab dem 24. März 2022 war er Vorsitzender des Parlamentarischen Kontrollgremiums. In dieser Wahlperiode ist von Notz weiterhin ordentliches Mitglied des Ausschusses für Inneres und Heimat und des Gemeinsamen Ausschusses von Bundesrat und Bundestag nach Artikel 53a GG sowie stellvertretendes Mitglied des Rechtsausschusses und des Ausschusses für Digitales.
Im Februar 2013 übernahm er im Rahmen des Programmes „Parlamentarier schützen Parlamentarier“ des Bundestagsausschusses für Menschenrechte und humanitäre Hilfe eine Patenschaft für den kubanischen Dissidenten Antonio Rodiles. Am 16. Juni 2021 übernahm er bis zu dessen Freilassung im Juli 2023 die Patenschaft für Leanid Sudalenka, Aktivist von Wjasna und belarussischer politischer Gefangener. Im September 2023 übernahm er die politische Patenschaft für Tamara Karavai.
In seiner Rolle als Vorsitzender des Parlamentarischen Kontrollgremiums betonte von Notz im März 2024 die Ernsthaftigkeit der russischen Einflussnahme auf Deutschland, die sich in Desinformationskampagnen, Spionage und Angriffen auf kritische Infrastruktur manifestiere. Er kritisierte die mangelnde Erkenntnis und Reaktion der Regierung, der Sicherheitsbehörden und der Gesellschaft auf diese Bedrohungen. Von Notz forderte eine gesteigerte Wehrhaftigkeit gegenüber diesen Einflussversuchen, insbesondere durch eine strengere Regulierung von Social-Media-Plattformen und eine Sensibilisierung der Öffentlichkeit. Zudem sah er die Notwendigkeit einer besseren Ausstattung der Sicherheitsbehörden und eines effektiveren Schutzes der kritischen Infrastruktur Deutschlands, um der zunehmenden Bedrohungslage gerecht zu werden.
Nach dem Messeranschlag in Solingen (23. August 2024) formulierten von Notz und die Parlamentsgeschäftsführerin Irene Mihalic ein Positionspapier. Sie schlugen vor, dass Bund und Länder ihre Zusammenarbeit in Sicherheitsfragen grundlegend neu ausrichten. Investitionen in die Sicherheit und die Wehrhaftigkeit des Rechtsstaats seien „sträflich vernachlässigt“ worden. Sie riefen zu einem Schulterschluss der demokratischen Parteien auf.
Das Innenministerium (unter Nancy Faeser, SPD) verfolge eine „heute in weiten Teilen veraltete Sicherheitspolitik“.
Er war Mitglied im 2. Untersuchungsausschuss der 20. Wahlperiode des Deutschen Bundestages, der sich mit der Energieversorgung Deutschlands beschäftigte.
Am 26. Juni 2025 wählte ihn das Plenum des Bundestages erneut in das Parlamentarische Kontrollgremium.

### Privates
Von Notz ist mit der Juristin Anna von Notz (* 1984) verheiratet. Seine Frau, eine Tochter von Peter Godzik, ist Ratsmitglied der Evangelischen Kirche in Deutschland (EKD), wissenschaftliche Mitarbeiterin des Bundesverfassungsgerichts und Mitglied des Redaktionsrats des Verfassungsblog. Er ist Vater von zwei Kindern. Er sieht sich als gläubigen Protestanten. Sein Bruder Börries ist ebenfalls Jurist und Geschäftsführer der Stiftung Kunst und Natur.

## Partei
Seit 1995 gehört er der Partei Bündnis 90/Die Grünen zunächst in Heidelberg und seit 2004 im Kreisverband Herzogtum Lauenburg an. Er vertritt sie seit 2004 im Stadtrat von Mölln und war von 2013 bis 2023 stellvertretender Bürgermeister.
Von 2005 bis 2017 gehörte Konstantin von Notz dem Parteirat von Bündnis 90/Die Grünen in Schleswig-Holstein an. Konstantin von Notz war viele Jahre Mitglied der Antragskommission von Bündnis 90/Die Grünen. Ferner gehört er als stimmberechtigter Vertreter einer Landesstiftung der Mitgliederversammlung der Heinrich-Böll-Stiftung an.
2009 wurde er erstmals in den 17. Deutschen Bundestag gewählt. 2013 und 2017 zog er erneut über den zweiten Platz der schleswig-holsteinischen Landesliste in den Deutschen Bundestag ein und 2021 über den vierten Platz der Landesliste. Seit 2009 ist er zudem Direktkandidat im Bundestagswahlkreis Herzogtum Lauenburg – Stormarn-Süd, verpasste bisher jedoch immer den Einzug in den Bundestag über das Direktmandat, zuletzt 2025 mit 14 Prozent der Erststimmen.
Bei der Bundestagswahl 2025 kandidierte von Notz auf Platz 4 der Grünen-Landesliste. In der Kampfabstimmung bei der Aufstellung der Liste unterlag ihm der Lübecker Abgeordnete Bruno Hönel. Damit konnte er am 23. Februar 2025 erneut Abgeordneter des Deutschen Bundestages werden.

## Mitgliedschaften
Er ist stellvertretendes Mitglied im Kuratorium der Otto-von-Bismarck-Stiftung in Friedrichsruh.

## Auszeichnungen
- 2015 Bad Herrenalber Akademiepreis der evangelischen Akademie Baden.[30]

## Veröffentlichungen
- Lebensführungspflichten im evangelischen Kirchenrecht. Peter-Lang-Verlagsgruppe, Frankfurt et al. 2003, ISBN 978-3-631-50074-3 (Dissertation).